# Evan Bogart
Pour les articles homonymes, voir Bogart (homonymie).
Evan Bogart (né le 23 janvier 1978 à Los Angeles) est un producteur de musique et auteur-compositeur américain ayant participé à l'écriture de nombreuses chansons tel que Halo de la chanteuse américaine Beyoncé Knowles. Il est le fils du fondateur du label Casablanca Records, Neil Bogart.